# Várzea Alegre (ort)
Várzea Alegre är en ort i Brasilien.   Den ligger i kommunen Independência och delstaten Ceará, i den östra delen av landet, 1 400 km nordost om huvudstaden Brasília. Várzea Alegre ligger 320 meter över havet och antalet invånare är 21 841.
Terrängen runt Várzea Alegre är platt. Várzea Alegre är det största samhället i trakten. 
Omgivningarna runt Várzea Alegre är huvudsakligen savann. Runt Várzea Alegre är det glesbefolkat, med 16 invånare per kvadratkilometer.